# 白井俊行
白井 俊行（しらい としゆき）は、日本のアニメーター 、アニメ演出家、アニメ監督。ufotable所属。

## 人物
スタジオロンにて活動後、仲の良かった先輩がufotable所属のアニメーター・演出家である三浦貴博と同期だったことから、三浦を紹介してもらい、その流れで『テイルズ オブ シンフォニア THE ANIMATION』のテセアラ編・第1話から同社に入社。
当初は演出家を希望していたわけではなかったが、『Fate/Zero』第16話「栄誉の果て」の作画監督を務めた際にufotable所属の演出家・栖原隆史の演出に興味を持ち、作画監督を務めた後、『Fate/Zero』BD特典『お願い アインツベルン相談室』にて初演出を務める。その後、劇場短編アニメ『Fate/ゼロカフェ』にて初のアニメーションディレクター、OP絵コンテを務めた。『Fate/stay night [Unlimited Brade Works]』ではテレビアニメ作品初の絵コンテ・演出を務めたほか、建築関係の勉強をしていた経験から作中の美術設定も担当した。
ufotable代表取締役社長の近藤光曰く、「若手ながら勝負話数、勝負カットを任せられるスタッフ」。『Fate/stay night [Unlimited Brade Works]』では物語の最終決戦である第24話『無限の剣製』の絵コンテ・演出を担当し、原作者の奈須きのこがら「職人芸すぎる。素晴らしく仕上げてくださった」と高く評価された。『鬼滅の刃』では、第19話『ヒノカミ』の絵コンテ・演出・レイアウトを担当し、原作者の吾峠呼世晴が「作画、演出、音楽、全てが凄すぎてボロ泣きし、第19話を20回ほど繰り返し視聴しました。一生懸命漫画を描いていて本当に良かった。」と絶賛するコメントを寄せたほか、日本の視聴者からも高い評価を得た。また、第19話は、海外の大手アニメサイトMyAnimeListにて、第19話放送後の高評価が同サイト内で歴代最高クラスとなる97％を超えるなど、海外からも高い評価を得ている。白井は遊郭編でも第10話『絶対諦めない』にて絵コンテ・演出を担当した。
アクションを中心とした演出が多く、2017年の『活撃 刀剣乱舞』にて初監督を務めた。

## 作品リスト

### テレビアニメ
2006年
- ARIA The NATURAL - 第2原画、動画
- 金色のコルダ〜primo passo〜 - 第2原画
- くじびきアンバランス - 第2原画
- シュヴァリエ 〜Le Chevalier D'Eon〜（2006年 - 2007年） - 動画
- ヤマトナデシコ七変化♥（2006年 - 2007年） - 第2原画
- 武装錬金（2007年） - 原画、動画

2007年
- レ・ミゼラブル 少女コゼット - 動画検査、原画
- 魔法少女リリカルなのはStrikerS - 第2原画
- この青空に約束を― 〜ようこそつぐみ寮へ〜 - 第2原画、動画検査、動画
- 鉄子の旅 - 第2原画、動画検査、動画

2008年
- ポルフィの長い旅 - 原画、動画チェック、動画
- ARIA The ORIGINATION - 動画チェック
- コードギアス 反逆のルルーシュR2 - 原画
- RD 潜脳調査室 - 原画
- 魔法遣いに大切なこと 〜夏のソラ〜 - 作監補佐、作画
- 喰霊-零- - 作画監督補佐、原画
- ヒャッコ - 原画
- ネットゴーストPIPOPA（2008年 - 2009年） - 原画
- ソウルイーター（2008年 - 2009年） - 原画
- スキップ・ビート!（2008年 - 2009年） -プロップデザイン（共同）、原画、第2原画

2009年
- みなみけ おかえり - 作画監督補佐、原画、第2原画

2010年
- kiss×sis - 原画

2011年
- Fate/Zero（2011年 - 2012年） - 作画監督、OP原画、原画、第2原画

2014年
- Fate/stay night [Unlimited Blade Works]（2014年 - 2015年） - 美術設定、絵コンテ・演出（第5話、第24話、第2期ED）、共同絵コンテ・演出（12話）、作画監督、作画監督補佐、原画、第2原画

2015年
- GOD EATER - 共同演出（5話、9話）、OP第2原画、原画、第2原画

2016年
- テイルズ オブ ゼスティリア ザ クロス（2016年 - 2017年） - 絵コンテ（ED、4話、9話）、共同絵コンテ（10話）、演出（ED、9話）、絵コンテ協力（25話）、作画監督、作画監督補佐、原画

2017年
- 活撃 刀剣乱舞 - 監督、絵コンテ（OP、1話、2話、3話、6話、13話）、共同絵コンテ（12話）、演出（OP、1話、13話）
- 衛宮さんちの今日のごはん - OP絵コンテ・演出、絵コンテ・演出（7話）

2019年
- 鬼滅の刃 - 絵コンテ・演出（第19話）、絵コンテ（4話、11話）、共同絵コンテ（第21話）、作画監督補佐・作画レイアウト（第19話）、原画（OP、第4話、第19話）、第2原画（第3話、第20話）

2021年
- 鬼滅の刃 無限列車編 - 演出（第2話、第5話）

2022年
- 鬼滅の刃 遊郭編 - 絵コンテ・演出（第10話）、共同絵コンテ（第11話）、作画監督補佐（第10話）、原画（第10話）

### 劇場アニメ
2009年
- 空の境界 第7章 殺人考察（後） - 原画

2013年
- 魔女っこ姉妹のヨヨとネネ - 原画
- Fate/ゼロカフェ - アニメーションディレクター、OP絵コンテ
- 空の境界 未来福音 - 原画
  - 空の境界 未来福音  extra chorus - 原画

2016年
- Fate/ゼロカフェ第2弾 - アニメーションディレクター

2017年
- Fate/stay night [Heaven's Feel] 第1章 presage flower - 第二原画

2020年
- 劇場版 鬼滅の刃 無限列車編 - 共同演出

### OVA
2010年
- テイルズ オブ シンフォニア THE ANIMATION（2010年 - 2012年） - OP第2原画（第2期、第3期）、原画（第2期）

2012年
- みのりスクランブル! -　原画
- Fate/Zero映像特典 お願い！アインツベルン相談室 - 演出、原画

### Webアニメ
2018年
- 衛宮さんちの今日のごはん - 絵コンテ、演出

### ゲーム
2010年
- GOD EATER - 原画、第2原画
- GOD EATERバースト – 原画、第2原画

2011年
- テイルズ オブ エクシリア – 原画

2012年
- テイルズ オブ エクシリア2 – 演出、原画

2013年
- サモンナイト5 – 原画

2016年
- テイルズ オブ ベルセリア – 原画

2019年
- CODE VEIN - 原画

2021年
- テイルズ オブ アライズ - 原画